# Svenska mästerskapen i fälttävlan 1998
Svenska mästerskapen i fälttävlan 1998 avgjordes i Tiarp . Tävlingen var den 48:e upplagan av Svenska mästerskapen i fälttävlan.

## Resultat
| Placering | Ryttare         | Häst             |
| --------- | --------------- | ---------------- |
| 1         | Sara Algotsson  | Robin des Bois   |
| 2         | Jonas Hugosson  | Corall           |
| 3         | Linda Algotsson | Stand By Me      |
| 4         | Linda Algotsson | Lafayett         |
| 5         | Tobias Grönberg | Proo Feed        |
| 6         | Sivert Jonsson  | Jumping Jet Pack |